# FIRST LOVE (鈴木雅之の曲)
「FIRST LOVE」（ファースト・ラヴ）は、1991年4月10日に発売された鈴木雅之通算12作目のシングル。

## 解説
1年半ぶりとなる小田和正プロデュース。「キリン缶ラガー」CMソング、および鈴木主演Vシネマ「ZAP!」Part1、2主題歌。
表題曲はベスト・アルバム『MARTINI』の先行シングル。
カップリングは4thアルバム『mood』からのリカット収録。
表題曲のカラオケ・ヴァージョンが、『MARTINI』と同日発売のオリジナル・カラオケ・アルバム『MARTINI Instrumental Collection』に収録された。

## 収録曲
1. FIRST LOVE  –  (5:05)[1]
  - プロデュース・作詞・作曲・編曲：小田和正
2. Law  –  (4:42)[1]
  - 作詞：西尾佐栄子　作曲：鈴木雅之　編曲：松本晃彦

## クレジット
| FIRST LOVE                                                         |
| Recorded by 三上義英 / Mixed by 佐藤康夫                           |
| Synth: 小田和正 / E.Guitar: 佐橋佳幸                               |
| E.Bass: 吉池千秋 / Synth Operator: 望月英樹                        |
| Background Vocals: 小田和正、佐藤竹善                              |
|                                                                    |
| 小田和正 appeears courtesy of Fun House Inc.                       |
| 佐藤竹善 （SING LIKE TALKING） appeears courtesy of Fun House Inc. |

## リリース日一覧
| 地域 | 発売日                        | リリース                | 規格                   | 品番      | 備考                               |
| ---- | ----------------------------- | ----------------------- | ---------------------- | --------- | ---------------------------------- |
| 日本 | 1991年4月10日                 | EPIC/SONY               | 8cmCDシングル          | ESDB 3199 |                                    |
| 日本 | - 2013年7月2日 - 2014年4月1日 | Epic Records Japan Inc. | デジタル・ダウンロード | -         | 通常音質（全2曲：AAC 128/320kbps） |